# Serik (district)
Serik is een Turks district in de provincie Antalya en telt 105.755 inwoners (2007). Het district heeft een oppervlakte van 1334,1 km². Hoofdplaats is Serik.
De bevolkingsontwikkeling van het district is weergegeven in onderstaande tabel.
| 1997   | 2000    | 2007    |
| ------ | ------- | ------- |
| 84.620 | 109.360 | 105.755 |